# گائو ایی (ورزشکار)
گائو ایی (انگلیسی: Gao E؛ زادهٔ november ۷, ۱۹۶۲ (۶۲ سال)) ورزشکار ورزش تیراندازی اهل چین است.
وی در مسابقات کشوری و بین‌المللی در مجموع برندهٔ ۲ مدال برنز شده‌است.